# Sonamai
Sonamai – gaun wikas samiti w środkowej części Nepalu w strefie Dźanakpur w dystrykcie Mahottari. Według nepalskiego spisu powszechnego z 2001 roku liczył on 1329 gospodarstw domowych i 7434 mieszkańców (3543 kobiet i 3891 mężczyzn).